# Alexander Jovy
Alexander Jovy est un réalisateur allemand né le 27 janvier 1971 à Berlin. Son film Holiday Romance a été nommé à l'Oscar du meilleur court métrage en prises de vues réelles.

## Filmographie partielle
- 1998 : Holiday Romance (court-métrage)
- 2000 : Sorted
- 2003 : White Bits (court-métrage)
- 2005 : Two's Company (court-métrage)
- 2009 : Being Danny's Dire
- 2010 : Brahms & Liszt (court-métrage)
- 2010 : The Flirting Club